# Enterprise (Kansas)
Enterprise és una població dels Estats Units a l'estat de Kansas. Segons el cens del 2000 tenia 836 habitants.

## Demografia
Segons el cens del 2000, Enterprise tenia 836 habitants, 299 habitatges, i 218 famílies. La densitat de població era de 496,6 habitants/km².
Dels 299 habitatges en un 37,1% hi vivien nens de menys de 18 anys, en un 59,5% hi vivien parelles casades, en un 9,7% dones solteres, i en un 26,8% no eren unitats familiars. En el 23,7% dels habitatges hi vivien persones soles el 12% de les quals corresponia a persones de 65 anys o més que vivien soles. El nombre mitjà de persones vivint en cada habitatge era de 2,64 i el nombre mitjà de persones que vivien en cada família era de 3,11.
Per edats la població es repartia de la següent manera: un 27,6% tenia menys de 18 anys, un 7,3% entre 18 i 24, un 23,9% entre 25 i 44, un 21,5% de 45 a 60 i un 19,6% 65 anys o més.
L'edat mediana era de 38 anys. Per cada 100 dones de 18 o més anys hi havia 80,6 homes.
La renda mediana per habitatge era de 36.613 $ i la renda mediana per família de 39.479 $. Els homes tenien una renda mediana de 28.214 $ mentre que les dones 20.357 $. La renda per capita de la població era de 15.619 $. Entorn del 7,8% de les famílies i el 8,5% de la població estaven per davall del llindar de pobresa.

## Poblacions més properes
El següent diagrama mostra les poblacions més properes.